# Деколте
Деколте (у француском језику: Décolleté = без крагне, изрез на хаљинама) је име за изрез на женској одећи, који открива груди, врат, рамена и леђа (у појединим случајевима).
Деколте се сматра сексуалнијим, од других облика израде одеће, јер истиче груди и врат.

## Историја
Како је израда хаљина без крагне пуно једноставнија, тако је и ношење хаљина (унатар европског културног круга) које показују врат и груди било врло уобичајено од 11. века, све до викторијанског доба, дотад је било пуно неморалније (и сексепилније) показивати ноге (чак и зглобове), а груди нису биле ништа неморално или сексепилно. Од тад деколтеи постају готово забрањени, али се негде од почетка 20. века поново враћају у моду.
Деколтеа има врло различитих облика од оних у облику слова В или У до полукруга или равног изреза придржаног само тракама. Моду дубоких деколтеа на француски двор донела је 1450. Агнес Сорел, љубавница краља Шарла VII.
Данас су хаљине са дубоким изрезом — обично вечерње (свечане) које се носе на баловима и пријемима, али су деколтеи уобичајени и код израде, купаћих костима, балетских и гимнастичких трикоа (и осталог женског доњег рубља). Њихов облик зависи о тренутној моди, естетици и друштвеној норми.
Деколтеи се првенствено користе у земљама западног цивилизацијског круга, док се у неким деловима света (посебно по исламском оријенту) сматрају провокативним и шокантним, иако и ту има изузетака пошто жене са острва Јава носе кембен вековима (врсту хаљина без горњег дела).
Према општем кодексу облачења, није препоручљиво да жене иду на разговор за посао са дубоким деколтеом.